# رانيا أمين
رانية حسين أمين (1965) كاتبة كتب اطفال ورسامة مصرية. عرفت من خلال سلسة كتب فرحانة، والتي تقوم هي أيضا برسمها. نُشرت رسوماتها وكتاباتها في جريدة «الدلتا» ومجلة «قطر الندى»، بالإضافة إلى إنها ألفت العديد من الكتب، وصممت رسومات كتب لمؤلفين معروفين، مثل ”أنا وأنا“ للكاتبة ميشيل حنا. كما كانت أمين من الشخصيات التربوية في مسيرتها المهنية، فساهمت في تعليم الأطفال من فئة ذوي الإحتياجات الخاصة، ومن خلال كتبها وشخصية فرحانة التي صممتها، تدعو إلى الممارسات التي يجب على الآباء إتباعها عند تربية أطفالهم.

## الحياة الشخصية
كانت أمين تمارس الكتابة منذ الصغر، فكانت تكتب مذكراتها وتسرد فيها ممارساتها اليومية وتعبر عن مشاعرها، فكانت تحكي عن الأفلام التي شاهدتها والكتب التي كانت تقرأها، وعلى الرغم من ذلك، لم تعتقد يوماً انها ستصبح كاتبة.
ثم بدأت أمين بالرسم في التاسعة من العمر، ولكنها سرعان ما تخلت عن حلمها بعدما تلقت تعليقاً قاسياً من أحد الفنانين التشكيلين على إحدى رسوماتها التي رسمتها وهي في الثالثة عشر من العمر. فكان من رأي الفنان أن ”الأفضل عندما ترسمين أن تلغي عقلك، لا تفكري كثيراً ولا ترسمي رموزا لأنها تقلل من قيمة العمل الفني“. وبعدما انقطعت فترة طويلة عن الرسم، أعادها الفحم مرة أخرى لاستكمال المشوار. وعملت على تطوير مهاراتها في الرسم، فتعلمت رسم الظلال، والمناظر الطبيعية، والبورتريهات. واكتشفت أن رسم القصص المصورة كانت متعتها، حيث كانت تتعامل معها بمنطق شريط السينما مبتعدة عن الشكل التقليدي للوحات المرسومة. بالإضافة إلى رسومات سلفادور دالي، التي ألهمتها بالتعامل مع الرسومات على أنها سلسلة من المواقف والأحداث التي تكمل بعضها.
وعندما بلغت العشرين من عمرها، بدأت بكتابة القصص القصيرة، وبعد تخرجها من الجامعة، قررت أمين بتأليف كتب الأطفال، وعندها صممت شخصية فرحانة.

## التعليم
حصلت أمين على شهادة الـGCE من المدرسة الألمانية الإنجيلية الثانوية بالجيزة. وعلى الرغم من موهبة أمين في الفن، لم تلتحق بكلية الفنون الجميلة وفضلت دراسة علم النفس في الجامعة الأمريكية بالقاهرة، ولكنها أصلحت الوضع بعد التخرج من الجامعة والتحقت بالقسم الحر بكلية الفنون الجميلة، حيث درست التصوير والخزف. واصلت بإثقال موهبتها في فلورنسا، فتعلمت الرسم، وشاركت في عدد من المعارض الجماعية هناك. وعلى مدار حياتها، شاركت أمين ككاتبة ورسامة في العديد من ورش العمل، ودورات في الفن والسينما والرسوم المتحركة.

## السيرة المهنية
عملت أمين على تعليم الأطفال ذوي الإحتياجات الخاصة، وشاركت في العديد من المعارض الفنية. وفي عام 2014، نُشرت رسومات الكوميكس التي رسمتها في جريدة «الدلتا»، والبعض من كتاباتها ورسوماتها في مجلة «قطر الندى».
وفي مجال أدب الأطفال، صممت شخصية فرحانة، التي كانت الوسيط الذي تخاطب به الأطفال من المرحلة العمرية من 4 الي 7 سنوات. فكانت معظم موضوعات كتب فرحانة حية ويتعرض لها الطفل كل يوم. ومن أهم هذه المواضيع مجئ طفل جديد للأسرة، الذي عادة ينتج عنه شعور الطفل بالغيرة وأحيانا الكراهية لهذا الأخ الجديد الذي يستلب منه حنان وحب والديه. كما عملت أمين أيضاً على توجيه رسالة إلى الأطفال في أيام ما بعد الثورة، فمن خلال قصصها أشارت إلى ضرورة مواجهة الظلم وعدم قبول الأوضاع الخاطئه، والسعي لتغيير هذه الأوضاع من بدايتها.

## مؤلفاتها

### كتب
- ”عندما اكتشف الطائر جناحيه“ (كتابة ورسم)، دار إلياس العصرية، القاهرة، 2000.
- ”سيوة، قصة حب صغيرة صغيرة“ (كتابة ورسم)، دار إلياس العصرية، القاهرة، 2003.
- ”قمامة آخر موضة“، دار إلياس العصرية، القاهرة، 2006. ألفت أمين قصة هذا الكتاب وصمم الفنان، أحمد دسوقي، رسوماته.
- ” إختفاء نهر النيل“ (كتابة ورسم)، دار إلياس العصرية، القاهرة، 2006.
- ”خارج السيطرة“، (كتابة ورسم)، دار العين للنشر، القاهرة، 2010.[2]
- ”فرحانة وسر جملها“، دار إلياس العصرية، القاهرة، 2010.
- ”خارج السيطرة“ (كتابة ورسم)، دار العين، القاهرة، 2010. هذا الكتاب من إعداد وكتابة ورسوم أمين بالتعاون مع العديد من مؤلفين ورسامين الكوميكس في مصر.
- ”فرحانة والطبيعة المصرية“ (كتابة ورسم)، دار إلياس العصرية، القاهرة، 2011.
- ”حكايات فرحانة: فرحانة وعيد ميلاد بابا“، دار إلياس العصرية، القاهرة، 2011.
- ”حكايات فرحانة: فرحانة تهرب من الأسد“، دار إلياس العصرية، القاهرة، 2011.
- ”فرحانة تحلم بدور سندريلا“، دار إلياس العصرية، القاهرة، 2011.
- ”فرحانة تقول الحقيقة“، دار إلياس العصرية، القاهرة، 2011.
- ”المتنمر البائس“ (العنوان الأصلي: One Miserable Bully)، دار حواديت للنشر، القاهرة، 2012.[2]
- ”التنمر“، دار حواديت للنشر، القاهرة، 2012.[2]
- ”فاقد الحب.. يعطيه“، دار البلسم، الجيزة، 2015.
- ”الكثير من الحب“، دار حواديت للنشر، القاهرة، 2015. يستعرض الكتاب الممارسات التي يجب على الآباء إتباعها عند تربية طفلهم بشكل سليم.[2]
- ”زينيا“، مجلة روايات للأطفال والناشئة، الإمارات العربية المتحدة، 2015.[2]
- ”صراخ خلف الأبواب“، دار نهضة مصر للنشر، الجيزة، 2016.

### رسومات
- ”أنا وأنا“ للكاتب ميشيل حنا، دار كوميكس للنشر، 2012.[2]
- ”ما تبقى منهم ومن“، مجلة روايات للأطفال والناشئة، الإمارات العربية المتحدة، 2015.[2]

## جوائزها
- «جائزة سوزان مبارك لأدب الطفل» عن رسوم سلسلة ”فرحانة“ عام 1999، وعن كتاب ”عندما إكتشف الطائر جناحيه“ عام 2000.[4]
- «جائزة اتصالات لكتاب الطفل» عن كتاب ”فرحانة وسر جمالها“، 2010.
- «جائزة آنا ليند» عن كتاب ”فرحانة وصديق مختلف حقا“ عام 2011.
- جائزة من مؤسسة الفكر العربي عن كتاب ”فرحانة وصديق مختلف حقا“ عام 2012.
- «جائزة «كتابي» من مؤسسة الفكر العربي عن تأليف ورسوم كتاب ”عندما إكتشف الطائر جناحيه“، 2013.
- «جائزة اتصالات لأدب الطفل باللغة العربية» عن كتاب ”صراخ خلف الأبواب“، 2016.[1]